# Едмунд Кеннеді
Едмунд Беслі Корт Кеннеді Дж. П. (англ. Edmund Besley Court Kennedy J. P.; 5 вересня 1818, Нормандські острови, Британська імперія — грудень 1848, Австралія) — британський дослідник Австралії в середині XIX століття. Едмунд був помічником геодезиста Нового Південного Уельсу — співпрацював з сером Томасом Мітчеллом. Кеннеді досліджував внутрішні райони Квінсленда та північну частину Нового Південного Уельсу, зокрема річки Томсон, Барку та Купер-Крік і півострів Кейп-Йорк.  Він загинув у грудні 1848 року, отримавши фатальне поранення списом від австралійських аборигенів на півночі Квінсленда, недалеко від мису Кейп-Йорк.

## Раннє життя
Едмунд Кеннеді народився 5 вересня 1818 року на острові Гернсі на Нормандських островах у сім'ї полковника Томаса Кеннеді (британська армія) і Мері Енн (уроджена Сміт) Кеннеді. Він став шостим із дев'яти дітей, у числі яких п'ять хлопчиків і четверо дівчаток.
Кеннеді здобув освіту в Елізабет-коледжі Гернсі і з юних років виявляв інтерес до геодезії. У 1837 році він вирушив до Ріо-де-Жанейро, а в 1838 році повернувся до Великої Британії, оскільки торговий дім, у якому він працював, закрився. Друг сім'ї, морський офіцер, капітан Чарльз Джеймс Тайєрс, запропонував, у разі якщо Кеннеді здобуде необхідну кваліфікацію, влаштувати його на роботу в Австралії. У 1839 році Кеннеді прослухав лекції з геодезії в Королівському коледжі Лондона й отримав відповідний сертифікат від свого викладача.
У листопаді 1839 року Кеннеді вирушив до Сіднея на барку «Глобус» і прибув у березні 1840 року. Після складання іспиту капітан Перрі, який був заступником сера Томаса Мітчелла, влаштував Кеннеді на посаду помічника геодезиста в Департаменті геодезії Нового Південного Уельсу. Уже в серпні Кеннеді разом із Тайєрсом вирушив у сухопутну подорож до Мельбурна, а потім до Портленд-Бей для виконання геодезичних робіт.
Під час перебування там він вступив в інтимний зв'язок з каторжанкою з Ірландії на ім'я Маргарет Мерфі. У результаті вона завагітніла, що спричинило невеликий скандал, і Кеннеді відправив її кораблем до Лонсестона з 50 фунтами стерлінгів. Про необачність Кеннеді доповіли суперінтенданту Чарльзу Ла Тробу і губернатору Гіппсу, і в травні 1843 року його з ганьбою відкликали в Сідней. Пізніше Мерфі народила їхню дочку Елізу, знову вийшла заміж і переїхала назад до Ірландії. Дочка померла у віці п'яти років. Кеннеді отримав похвалу від Мітчелла за свою роботу в Портленді і залишився працювати в урядовому геодезичному департаменті в Сіднеї, але за половину зарплати.

## Перша експедиція
У 1845 році Мітчелл отримав дозвіл від Лондона на експедицію з Сіднея до затоки Карпентарія з завершенням у Порт-Ессінгтон. Він був переконаний, що велика річка має текти у північно-західному напрямку до затоки, і що саме він її відкриє. Спочатку він обрав своїм заступником топографа Таунсенда, але незадовго до виходу Едмунд Кеннеді був призначений замість нього. 5 листопада Кеннеді склав присягу мирового судді у Верховному суді, і експедиція вирушила з Сіднея в середині листопада. Група прямувала через Парраматту та Батерст до місця зустрічі в Боре. Кеннеді у листі до батька зазначив, що до складу групи входили 30 чоловік, запасів було на 12 місяців, а також "8 возів, 3 візки, 102 бики, 255 овець та 17 коней". Великий розмір експедиції мав зашкодити швидкості просування.
Мітчелл рухався на північ уздовж річки Боган, на схід до Маккуорі, далі на північ до Наррана, а потім уздовж Балонни. Тут він знайшов природний кам’яний перехід і назвав його мостом Сент-Джордж, неподалік сучасного міста Сент-Джордж у Квінсленді. Щоб дати худобі час відпочити, він залишив Кеннеді в таборі на три тижні, після чого той мав рухатися повільно слідом, поки Мітчелл продовжував досліджувати північ у складі невеликої групи. Мітчелл далі рухався вздовж Балонни, але вона завела його надто далеко на північний схід, тому він звернув на захід, доки не натрапив на річку Мараноа, де 1 червня 1846 року до нього приєдналися Кеннеді та основний загін. На той момент Мітчелл усвідомив, що їхнє спорядження стало важким тягарем, що заважав просуванню, тому він знову вирішив залишити Кеннеді, неподалік сучасного міста Мітчелл. Він був відсутній чотири з половиною місяці.
Спочатку Мітчелл рухався вздовж річки Мараноа до її витоків і увійшов до району пагорбів, які його спантеличили. Було досліджено щонайменше чотири потоки — Ногоа, Беляндо, Ніве та Нівель — щоб визначити напрямок їх течії, але жоден із них не прямував на північний захід. Дослідження забрало багато часу. Залишивши ще одну групу позаду, він вирушив на північний захід лише з місцевим провідником і двома супутниками. Нарешті він відкрив значну річку, яка, здавалося, текла в бік затоки, тож назвав її Вікторія на честь британського монарха. Діставшись межі запасів, Мітчелл був змушений повернути назад. Дві менші групи возз'єдналися і 19 жовтня повернулися до табору Кеннеді. Після цього експедиція почала відступ до Сіднея, куди прибула 20 січня 1847 року.

## Друга експедиція
Мітчелл був вражений лідерськими якостями Кеннеді, які той продемонстрував під час управління таборами депо в 1846 році, а також його технічними навичками в галузі картографії та досліджень. Оскільки питання про існування великої північно-західної річки залишалося відкритим, Мітчелл у лютому 1847 року отримав дозвіл на нову експедицію до затоки Карпентарія, головною метою якої було визначити шлях його річки Вікторія. Цього разу він призначив Кеннеді керівником загону з восьми осіб, який вирушив із Віндзора, Новий Південний Уельс, 21 березня 1847 року.
Кеннеді отримав наказ пройти через міст Сент-Джордж (14 травня) до річки Мараноа (8 червня), де раніше розташовувався його табір, а тоді визначити справжній напрям річки Вікторія. Він детально вивчив карту колонії та зауважив, що річка загалом прямує до вигину Купер-Крік, який у 1845 році відкрив Чарльз Стерт. Експедиція продовжила рух на північ, вступивши в нові для Кеннеді землі, та в середині серпня досягла району, звідки раніше змушений був повернутися Мітчелл. Щоб убезпечити запаси від місцевих аборигенів, Кеннеді наказав викопати великий рів і заховати в ньому вози та припаси, а далі продовжив шлях на в’ючних конях.
Річка почала повертати на південний захід, віддаляючи експедицію від затоки. Розвідавши місцевість, Кеннеді виявив значну притоку, що впадала у Вікторію з півночі, і назвав її річкою Томсон на честь колоніального секретаря Едварда Діса Томсона. Однак місцевість ставала дедалі менш придатною для подорожі, тому на початку вересня Кеннеді повернувся до схованих припасів через нестачу води та провіанту. На той момент річка вже не проявляла ознак руху в бік затоки, а, навпаки, прямувала до Купер-Крік. Кеннеді змінив план: він вирішив розділити загін і спробувати прорватися до затоки.
Однак, коли вони розкопали схованку з возом, виявилося, що вона була розграбована місцевими жителями, а значна частина запасів – знищена. Це не залишило експедиції іншого вибору, окрім як повернутися до Сіднея. На зворотному шляху Кеннеді йшов уздовж річки Варрего (відкритої Мітчеллом у 1846 році), але, коли вона розпалася на численні рукави й завела його надто далеко на захід, він повернув на схід, перетнув річку Кальгоа та 7 лютого 1848 року прибув до Сіднея. Згодом було доведено, що річка Вікторія справді впадає в Купер-Крік, тому її перейменували на Барку, що є аборигенною назвою річки, яку Кеннеді встиг вивчити.
Грегорі зазначав, що верхня течія річки Бердекін є дуже придатною для скотарства, адже там багато пасовищ і води. Водночас він попереджав, що заселення цих земель вимагатиме застосування сили, оскільки місцеві племена мали достатньо ресурсів, щоб рішуче чинити опір колоністам.

## Третя експедиція

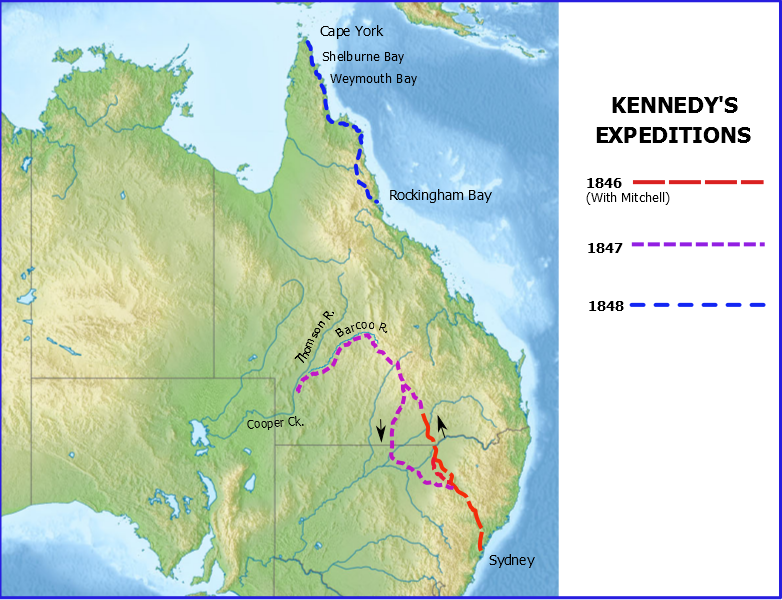
Експедиції Кеннеді

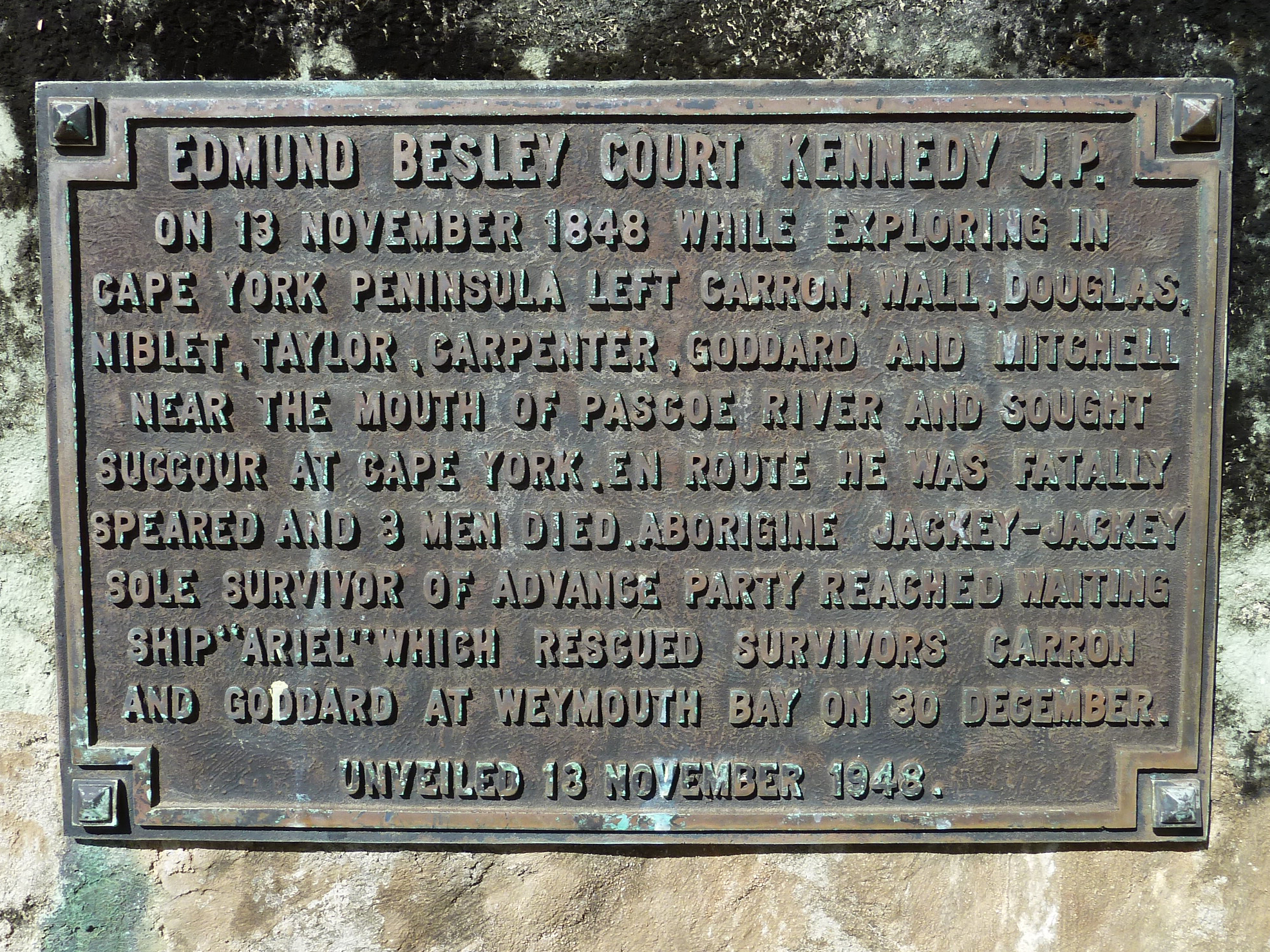
Меморіальна дошка у Північному Квінсленді на честь 100 років після доленосної експедиції Едмунда Кеннеді на півострів Кейп-Йорк.

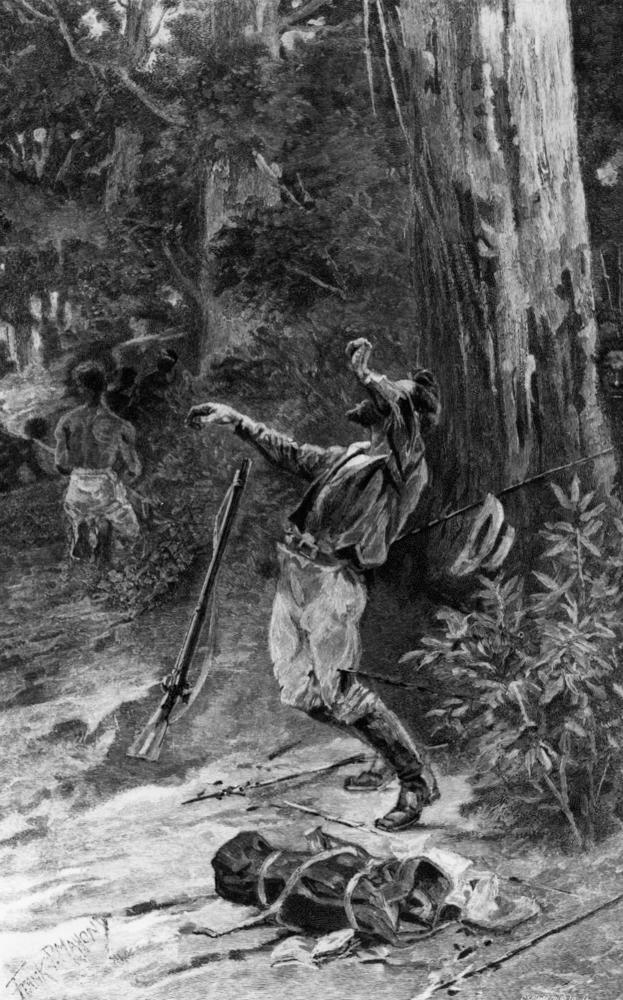
Ескіз смерті Кеннеді.

План уряду щодо наступної подорожі Кеннеді передбачав насамперед пошук шляху до затоки, а потім дослідження півострова Кейп-Йорк. Хоча значення Порт-Ессінгтона (єдиного порту на півночі Австралії на той час) зменшилося, торгівля східним узбережжям між Сіднеєм і Сінгапуром зросла. Це спонукало капітана Оуена Стенлі з HMS Rattlesnake порекомендувати спочатку дослідити східне узбережжя Кейп-Йорку. Він також запропонував, щоб після поповнення запасів на північному краю півострова експедиція продовжила шлях уздовж західного узбережжя, а потім повернулася до Сіднея суходолом. Очікувалося, що на завершення подорожі знадобиться вісімнадцять місяців. Цю ідею було прийнято, і почалося планування маршруту Кеннеді, який мав стартувати з затоки Рокінгем поблизу сучасного міста Кардвелл у Квінсленді.
28 квітня 1848 року Едмунд Кеннеді та дванадцять супутників вирушили з Сіднейської гавані на барку Tam O' Shanter, яку супроводжував Rattlesnake. Вони прибули до затоки Рокінгем 20 травня, але, висадившись, зіткнулися з надзвичайно складною місцевістю: мангровими болотами, горами, лагунами, річками та густими тропічними лісами, які майже унеможливлювали пересування з кіньми, возами та вівцями. Через дев’ять тижнів вони подолали лише 64 кілометри від узбережжя і просунулися на 33 кілометри на північ від місця висадки. Кеннеді був змушений залишити вози та частину припасів у непрохідному болоті. Пізніше з’ясувалося, що комірник крав провіант, за що його було розжалувано до звичайного робітника. Експедиція мала зустрітися із судном Bramble в затоці Принцеси Шарлотти на початку серпня, але це виявилося неможливим: група запізнилася на два місяці, а саме судно не могло підійти достатньо близько до берега.

## Смерть
До середини листопада люди та коні слабшали, тож було ухвалене рішення залишити вісьмох чоловіків у затоці Веймут, поки Кеннеді з чотирма іншими рушили на північ. Попереду залишалося ще кількасот кілометрів до точки зустрічі з кораблем Ariel, перш ніж з’явилася бодай якась надія на порятунок. Через кілька днів після перетину річки Паско, неподалік затоки Шелберн, Костіган випадково вистрелив у себе, поки доглядав коня, і не зміг продовжити шлях, тож Люфф і Данн залишилися з ним. Більше їх ніхто не бачив. Кеннеді та його аборигенний провідник Джекі Джекі продовжили рух до Порт-Олбані та точки зустрічі, однак за ними пильно стежили місцеві аборигени. Біля берегів річки Ескейп, за 32 кілометри від краю мису Кейп-Йорк, Кеннеді отримав кілька ударів списами й помер на руках у Джекі Джекі. За наявними свідченнями, його смерть стала наслідком нападів, які, схоже, не були безпосередньо спровоковані. Після десятиденного виснажливого переходу без припасів Джекі Джекі 23 грудня 1848 року дістався корабля постачання самотужки.
За його вказівками Ariel попрямував до затоки Шелберн і висадив на берег пошукову групу. Вона знайшла лише кілька залишених речей, але жодних слідів трьох зниклих чоловіків. Далі судно прибуло в затоку Веймут, де виявилося, що з вісьмох залишених там людей вижили лише Вільям Каррон і Вільям Годдард. Ariel із трьома уцілілими мандрівниками повернувся до Сіднея в травні 1849 року.

## Ставлення до австралійських аборигенів
Під час свого життя та кар’єри в Австралії Кеннеді мав відверто негативне ставлення до корінного населення, а тому писав:
«Я щиро сподіваюся, що їх незабаром буде знищено... Вони — варварська зграя негідників, яких неможливо приручити».
Згодом він уточнив:
«Я переконаний, що з дорослими нічого не можна зробити в плані цивілізації. З дітей можна було б зробити що завгодно, якщо їх забрати до Землі Ван-Дімена... Хіба не могли б друге чи третє покоління покращитися через виховання? Для того, щоб примирити тубільців із нашим зайняттям їхньої землі, можна було б роздавати їм томагавки та ковдри... Але я впевнений, що дорослі тубільці занадто відсталі у шкалі цивілізації, щоб отримати будь-яку користь від релігійного навчання». 

## Спадщина
На його честь були названі:

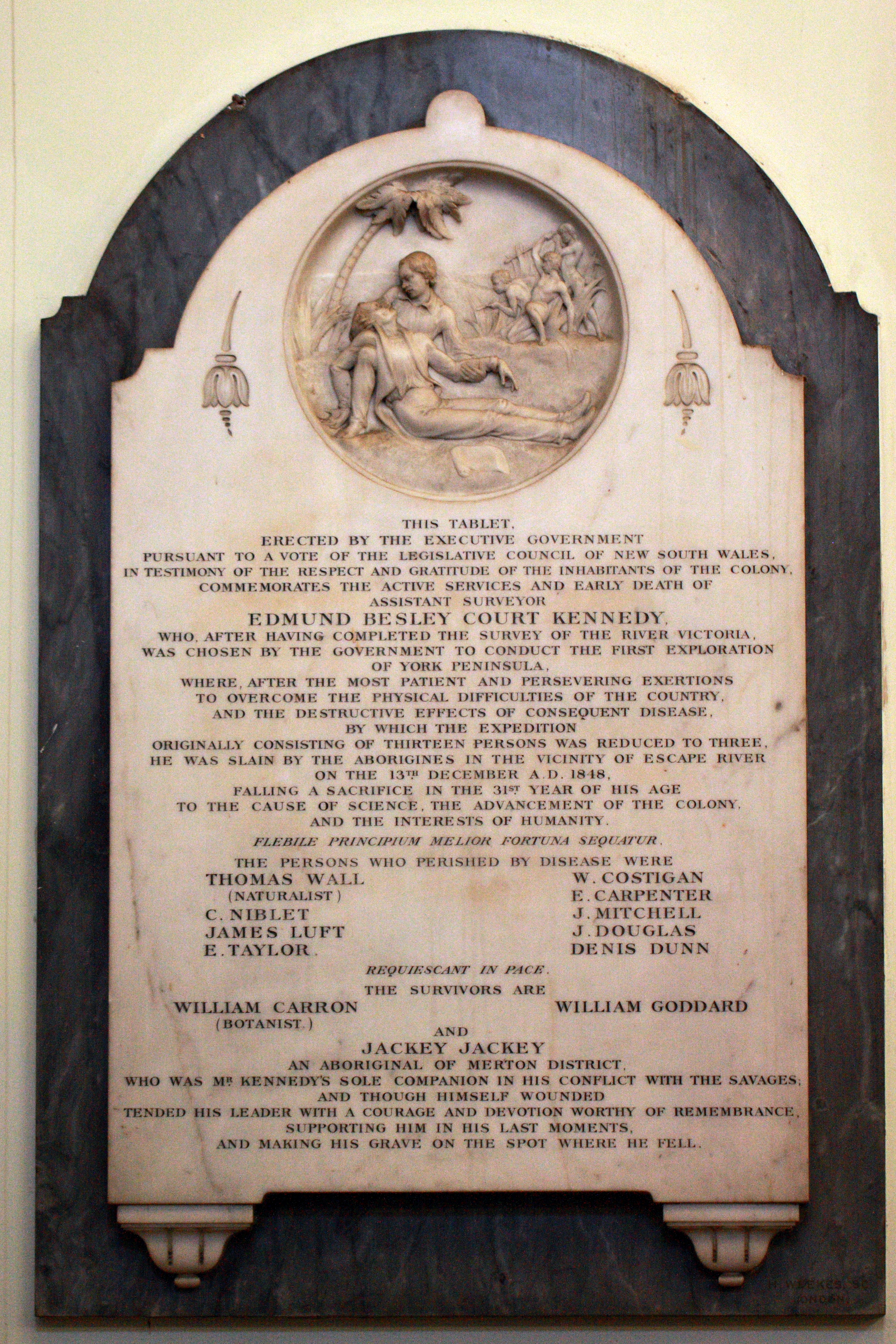
Меморіал Кеннеді та Джекі Джекі на стіні церкви Святого Джеймса в Сіднеї

- Колишній виборчий округ Кеннеді у Законодавчій асамблеї Квінсленда та Округ Кеннеді в Парламенті Австралії названі на честь Кеннеді.[11]
- Національний парк Едмунда Кеннеді – створений у 1977 році, у 2009 році включений до складу національного парку Гіррамай.
- Шосе Кеннеді
- Кеннеді, Квінсленд – місцевість у регіоні Касоварі-Кост.

У 1852 році в церкві Святого Якова в Сіднеї встановлено мармуровий меморіал Кеннеді та Джекі Джекі. Меморіал зображує Кеннеді, що помирає на руках у Джекі Джекі.

### Століття експедиції
Століття експедиції було відзначене у 1948 році.
У травні 1948 року в Кардвеллі встановлено пам’ятник Кеннеді. 
25 вересня 1948 року пам’ятник Кеннеді з’явився у Куктауні. 
11 листопада 1948 року пам’ятник Кеннеді встановили на Портленд-Роуд (Веймут-Бей) в Ірон-Рейнджі, Квінсленд, біля джерела, з якого експедиція брала воду.

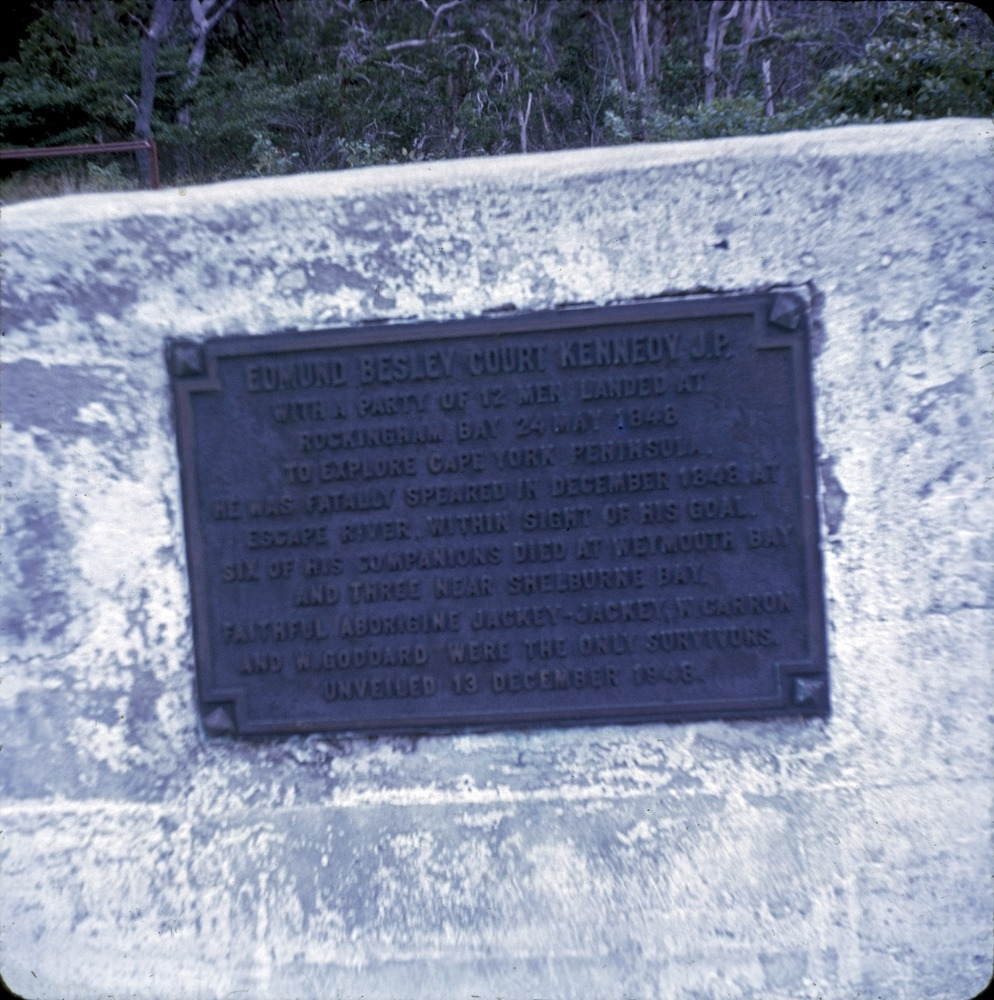
Меморіальна дошка Едмунду Кеннеді біля Сомерсета, Квінсленд, приблизно 1969 рік

13 грудня 1948 року у Сомерсеті, Квінсленд, відкрили Меморіальний монумент Кеннеді на честь століття його невдалої експедиції на півострів Кейп-Йорк. Пам'ятка складається з бетонної плити на бетонному фундаменті з бронзовою меморіальною дошкою на східному боці. 
Крім того, бронзові пам’ятні дошки були встановлені у Чарлевіллі, Кеннеді, Таллі та біля річки Ескейп.

## Додаткові джерела
- THE LATE MR. KENNEDY'S EXPEDITION. The Moreton Bay Courier. Т. III, № 146. Queensland, Australia. 31 березня 1849. с. 4 — через National Library of Australia.
- Pike, Glenville (1 жовтня 1949). Tree Marks A Tragedy And Solves A Mystery. The Sydney Morning Herald. № 34,876. New South Wales, Australia. с. 7 — через National Library of Australia.
- Map showing location of Kennedy's death. Queensland Government. 1939.